# Ash Shuqayq
 Ash Shuqayq  (arabă الشقيق) este un oraș din Guvernoratul Madaba din nord-vestul Iordaniei.